# Biserica de lemn din Curița
Biserica de lemn din Curița este un monument istoric aflat pe teritoriul satului Curița, comuna Cașin. În Repertoriul Arheologic Național, monumentul apare cu codul 21748.01.